# Negeta phaeopepla
Negeta phaeopepla är en fjärilsart som beskrevs av George Francis Hampson 1905. Negeta phaeopepla ingår i släktet Negeta och familjen trågspinnare. Inga underarter finns listade i Catalogue of Life.